# Grammofonleverantörernas förening
Grammofonleverantörernas förening (GLF) eller på engelska: Swedish Recording Industry Association, var en organisation som representerar musikindustrin i Sverige. Den sammanställde och publicerade den officiella hitlistan för den svenska skivindustrin sedan 1975, bland annat svenska singellistan och svenska albumlistan.
GLF hade följande medlemmar: Bonnier Amigo Group, EMI Svenska AB, Network Entertainment Group (MNW?), Sony BMG Music Entertainment Sweden AB, Sound Pollution AB, Universal Music Sweden AB, och Warner Music Sweden AB. Sedan 1986 bedriver GLF onlinekatalogen Grammotex, som för närvarande består av 100 000 titlar. Katalogen är öppen för musikaffärer och distributörer som betalar en avgift.
Organisationen upphörde 2021.